# Illa Skraeling
L'illa Skraeling és una petita illa que es troba davant la costa d'Ellesmere, prop de l'estret de Smith, al territori canadenc de Nunavut.

## Història
Els nòrdics es referien als pobles indígenes que van trobar a Groenlàndia i el Nou Món com skræling (drap de pell, possiblement derivat de les pells que els indígenes empraven), i les sagues deixen clar que els nòrdics tenien als nadius com a gent hostil.

## Arqueologia
L'illa Skraeling és un extens jaciment arqueològic en què s'han trobat nombrosos artefactes i petites eines de cultures que daten del 4500 aC, en especial de la Cultura Dorset i Thule. Elements nòrdics es troben barrejats junt a elements inuit, cosa que suggereix que hi havia un comerç actiu entre els grups.